# Kostel svatého Petra a Pavla (Sutom)
Římskokatolický farní kostel svatého Petra a Pavla v Sutomi je barokní sakrální stavba stojící na kraji obce, která je místní částí města Třebenice, na úpatí Sutomského vrchu. Vedle kostela stojí malá dřevěná zvonice. Od roku 1964 je kostel spolu s blízkou farou chráněn jako kulturní památka.

## Historie

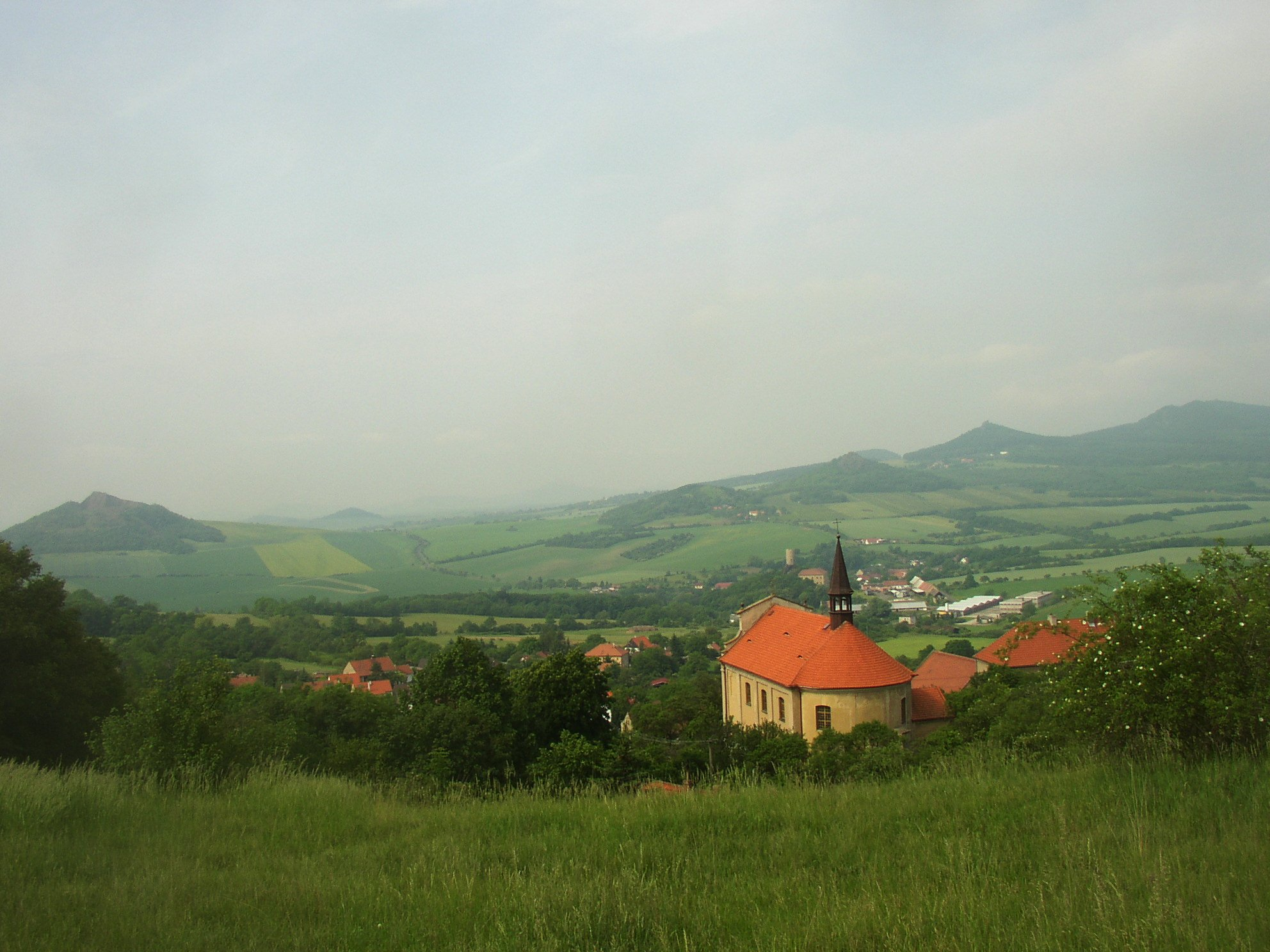
Posazení kostela v Sutomi do krajiny

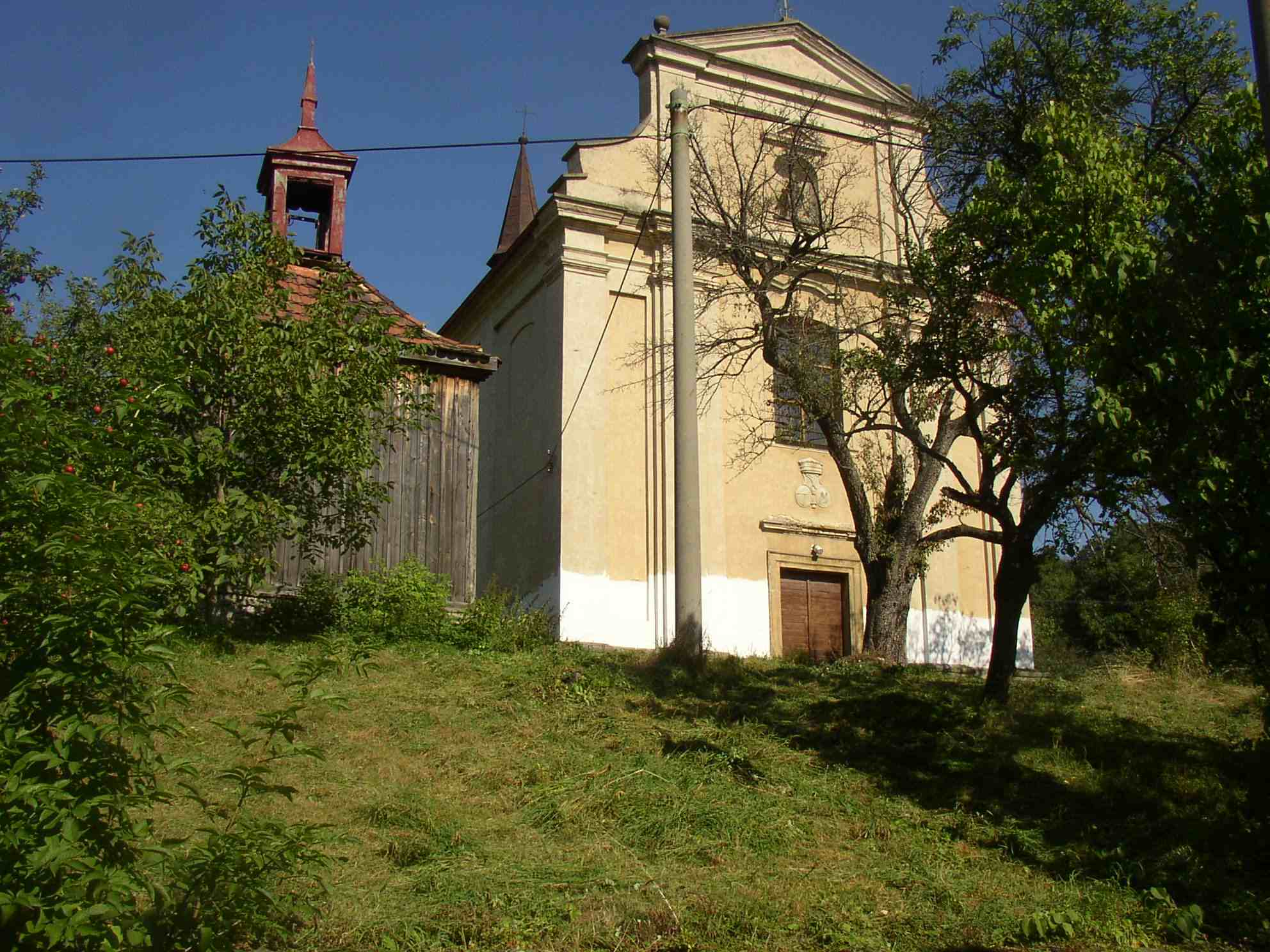
Kostel sv. Petra a Pavla a dřevěná zvonice v Sutomi

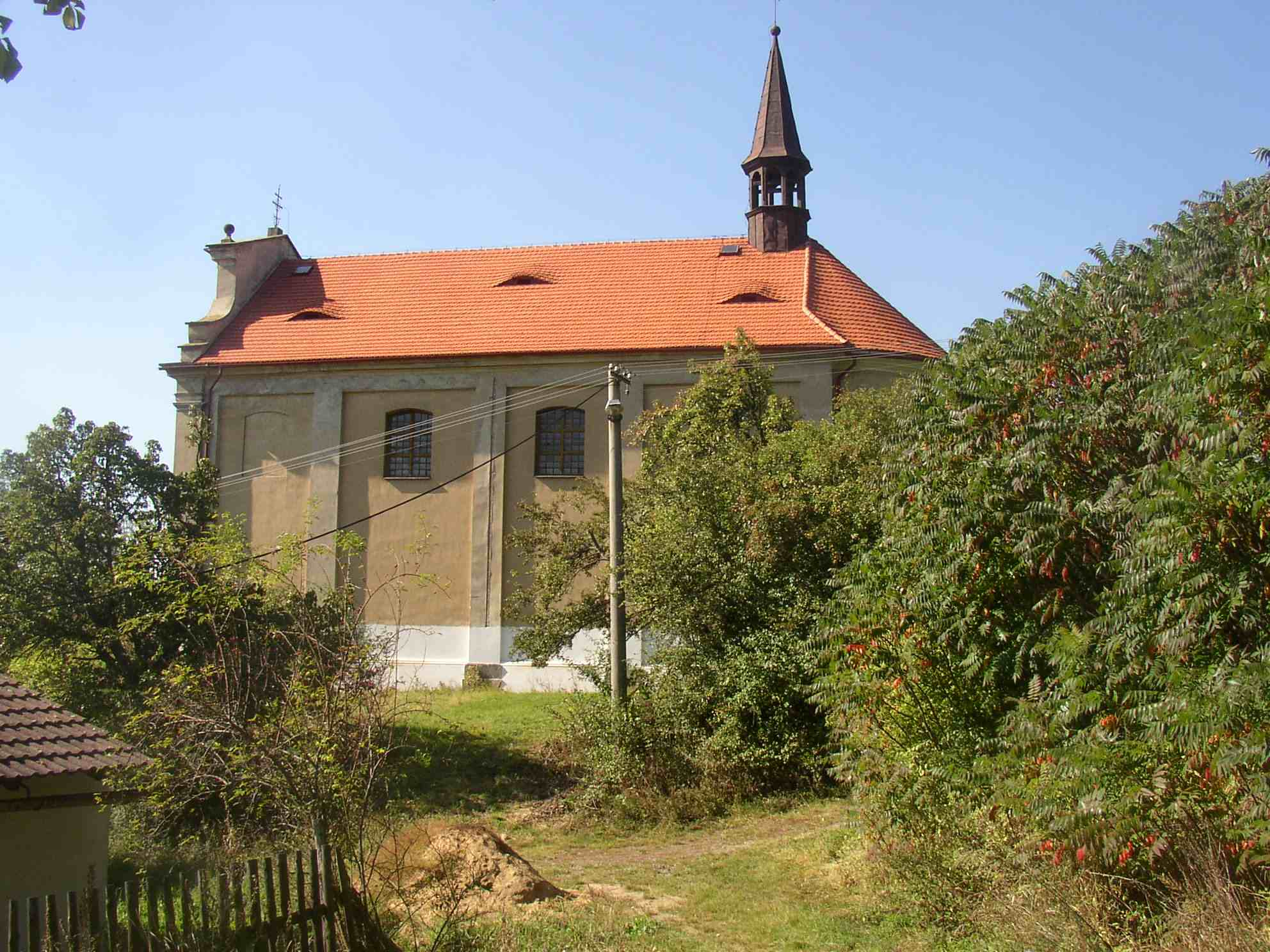
Sutomský kostel z boku

Kostel stojí na horním konci vesnice. Poprvé je připomínaný v osmdesátých letech 14. století. Nynější barokní podoba kostela pochází z let 1716–1724. Autor této přestavby není s jistotou doložen, všeobecně však bývá připisována litoměřickému architektu Octaviu Broggiovi.

## Architektura
Jde o jednolodní neorientovaný obdélný kostel s poloválcovým závěrem a postranní sakristií. V patře se nachází oratoř. Boční fasády jsou s lizénovými rámci a vysoko umístěnými segmentově zakončenými okny. Závěr je hladký. Jsou zde opěrné pilíře. Sakristie má lizénové rámce a obdélná okna a dveře. Na hlavním průčelí jsou lizénové rámce, pilastry a plochý střední rizalit s obdélným portálem, nad kterým je znak. V průčelí je segmentově zakončené okno. Štít je obdélný, trojúhelníkově vyvrcholený s volutovými zdmi, pilastry, lizénovým rámcem a nikou.
Závěr kostela je sklenut konchou s třemi lunetami a dvěma pásy. Nad sakristií se do presbytáře otvírá velkým, segmentově zakončeným oknem oratoř, která má plochý strop. Triumfální oblouk v kostele je polokruhový. Loď má valenou klenbu s lunetami a pásy, které se sbíhají na pilastry. Kruchta je zděná, podklenutá širokým pásem valené klenby. Je nesena velkým, celou šíři lodi zabírajícím segmentovým obloukem.

## Zařízení
Hlavní oltář je barokní z 1. čtvrtiny 18. století. Byl nově doplněný a je na něm obraz sv. Petra a Pavla spolu se skupinou Boha Otce a anděly v nástavci oltáře. Boční oltář je barokní. Je na něm obraz Panny Marie v akantovém rámu. Jeho mensa a tabernákl jsou novějšího data. Druhý oltář s barokním obrazem sv. Barbory pochází z počátku 18. století. Kazatelna pochází je stejného období jako je hlavní oltář. Na řečništi kazatelny jsou sošky evangelistů. Zpovědnice je rokoková. V kostele je obraz sv. Anny s Pannou Marií ze 17. století. Dále je zde obraz Korunování Panny Marie z první poloviny 18. století, obrazy sv. Vincence Ferrerského a sv. Jana Nepomuckého z poloviny 18. století. Nacházejí se zde také barokní sochy sv. Jana Nepomuckého a sv. Václava. Barokní kamenná křtitelnice s cínovou nádrží je datovaná do roku 1724.

## Okolí kostela
Vedle vchodu do kostela stojí malá hranolová dřevěná zvonice. Postavená původně snad také z počátku 18. století v období výstavby kostela a přestavěná v 19. století. Mezi kulturní památky patří také budova fary (čp. 1). U obce se nachází socha sv. Josefa z roku 1796.

## Zajímavost
Dne 20. května 1845 se zde konala svatba rodičů básníka a spisovatele Svatopluka Čecha.